# Barry Purves
Barry J.C. Purves, né le 3 juillet 1955, est un animateur, réalisateur et scénariste de film d'animation en marionnettes anglais. Ses courts métrages lui ont valu de nombreuses récompenses, notamment Next (1989) ou Achilles (1995).

## Filmographie
- 1989 : Next : The Infinite Variety Show
- 1992 : Screen Play
- 1993 : Rigoletto
- 1995 : Achilles
- 1998 : Gilbert and Sullivan : The Very Models
- 2001 : Hamilton Mattress
- 2006 : Rupert Bear, Follow the Magic…
- 2011 : Plume
- 2011 : Tchaikovsky - An Elegy
- 2012 : Toby's Travelling Circus

## Éditions en vidéo
Au Royaume-Uni, le court métrage Screenplay a été inclus dans le DVD British Animation Classics Volume One, édité par les British Animation Awards en 2004.
En France, plusieurs courts métrages de Barry Purves ont été édités en DVD dans Barry Purves. His intimate lives édité par Potemkine en 2008. Le DVD regroupe six films : Next, Screenplay, Rigoletto, Achilles, Gilbert and Sullivan : The Very Models et Hamilton Mattress.